# 马辉 (广西军区)
馬輝，男、漢族、大學學歷、中共党員、中國大陸政治人物、軍事人物、中國人民解放軍少將。
曾任信息工程大学政委，其后在2020年升任廣西省军區政治委員。